# Escola Arrels-Esperança
L'Escola Arrels-Esperança és una escola concertada situada al barri de Sant Mori de Llefià (Llefià) de Badalona on s'imparteix educació infantil, primària i secundària. Forma part, juntament amb l'escola Arrels-Blanquerna, de les Escoles Arrels.
L'escola va ser fundada el 1960 per Delfina Hervás Rodríguez amb el nom Nostra Senyora de l'Esperança en un local del carrer de Quevedo. Ben aviat l'escola va rebre més sol·licituds i el 1972 va ampliar-se instal·lant-se en un nou edifici al carrer de Provença, 7. El mateix any es va incorporar a la direcció el fill de la fundadora, Joan Masó Hervás, i el 1979 també Rosa Bové. Posteriorment, el 2008, va assumir a direcció Joan Masó Bové. El 2011 el centre va celebrar el 50è aniversari de l'escola.
Una de les característiques principals del centre és l'ús d'Internet i els recursos digitals per a l'aprenentatge dels alumnes, així com la comunicació amb les famílies. L'escola fou pionera en la pràctica del korfbal a Catalunya, així com en la implantació de les noves tecnologies a l'aula, i en la introducció del xinès a dins del programa educatiu obligatori, la primera escola de ciutat en incloure una assignatura per impartir aquest idioma entre els seus alumnes.
L'escola ofereix tres línies de llar d'infants, quatre de parvulari i primària i tres de secundària. L'altre centre Arrels es troba també a Badalona, concretament al barri de la Morera: Arrels-Blanquerna.